# Les Diables de Loudun
Pour l’article homonyme, voir Les Diables de Loudun (opéra).
Les Diables de Loudun, étude d'histoire et de psychologie (1952) est un récit de l'écrivain britannique Aldous Huxley.

## Argument
L’auteur relate la possession des Ursulines de Loudun, petite ville de l'actuel département de la Vienne (Nouvelle-Aquitaine), dans la première moitié du XVIIe siècle. La « possession » de la prieure, mère Jeanne des Anges, et son exorcisme y sont méticuleusement analysés sous un angle rationnel.
Simultanément, Huxley expose la mise en accusation, le procès et le supplice d'Urbain Grandier. Ce dernier, prêtre ambitieux et dépourvu de scrupule, paya ainsi les offenses qu’il avait faites, sans circonspection, à des ennemis puissants, dont le cardinal de Richelieu.

## Adaptations
- Le dramaturge John Whiting a adapté l’essai de Huxley pour la scène, sous le titre The Devils (1960).
- Le compositeur polonais Krzysztof Penderecki a tiré de cette pièce un opéra en allemand, Die Teufel von Loudun, créé en 1969 à l'Opéra de Hambourg.
- Le réalisateur Ken Russell l’a adaptée à son tour pour le cinéma en 1971 sous le titre Les Diables, avec Vanessa Redgrave et Oliver Reed.

## Traductions françaises
- Les Diables de Loudun, étude d'histoire et de psychologie, trad. Jules Castier, Plon, 392 p., 1953 ; rééd. Tallandier, coll. Texto, 416 p., 2021  (ISBN 979-1021050983)